# Santa Maria della Steccata
De Santa Maria della Steccata is een basiliek in Parma. Het is de zetel van de Parmezaanse tak van de Heilige Militaire Constantinische Orde van Sint-Joris en herbergt een crypte met graven van de hertogen van Parma.
Op de plaats waar de huidige renaissancekerk is gebouwd bevond zich vanaf de veertiende eeuw een kapel die gewijd was aan Johannes de Doper. De kapel was gebouwd rond een muurschildering waarop de heilige stond afgebeeld. De kapel was tevens de zetel van een broederschap gewijd aan Maria Boodschap, die zich toelegde op het verstrekken van bruidsschatten aan arme, ouderloze meisjes. Aan het einde van de veertiende eeuw werd er op de gevel van de kapel een beeltenis aangebracht van een zogende Madonna. Aan beide beeltenissen werd grote wonderdadigheid toegeschreven. Deze beeltenissen brachten zoveel pelgrims op de been dat de kapel tegen de toegestroomde aanbidders moest worden beschermd door een hekwerk (Italiaans: staccionata), waaraan nog de huidige basiliek haar naam (Heilige Maria van het Hek) dankt.

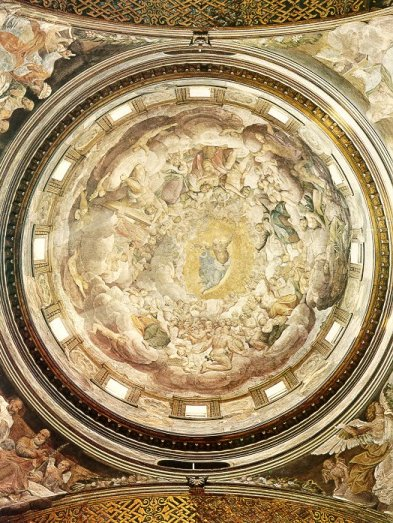
Koepel van de basiliek

In 1521 begon de bouw van de huidige kerk. In 1539 werd de kerk gewijd door Giovanni Maria kardinaal Ciocchi del Monte, pauselijk delegaat bij de hertogen van Parma en Piacenza. De kerk werd gebouwd in de vorm van een Grieks kruis. De koepel werd gebouwd door de Florentijnse architect Antonio da Sangallo de Jonge, die door Paus Clemens VII naar Parma was geroepen om er enkele bouwwerken te realiseren. In 1718 werd de kerk door paus Clemens XI ontnomen aan de broederschap en geschonken aan Francesco Farnese, hertog van Parma, die er het hoofdkwartier van de Constantinische Orde vestigde.
In de crypte zijn graven van hertogen van Parma, met name die uit het Huis Farnese. Deze crypte werd in 1823 gebouwd op instigatie van Marie Louise van Oostenrijk, hertogin van Parma. Zij zelf werd, evenals haar tweede echtgenoot Adam Albert von Neipperg, bijgezet in deze crypte. Ook de latere (titulaire) hertogen van Parma en Piacenza vonden hier hun laatste rustplaats.
Op 28 augustus 2010 werd hier het lichaam van Carlos Hugo van Bourbon-Parma, titulair hertog van Parma en Piacenza, ex-echtgenoot van de Nederlandse prinses Irene en Carlistisch troonpretendent bijgezet.